# Hernando Domínguez Camargo
Hernando Domínguez Camargo (Bogotá, 1606 - Tunja, 1659) fue un sacerdote jesuita y poeta colombiano. Se quedó huérfano de padre a los doce años de edad y de madre a los 14 estudió en un colegio jesuita. En 1621 ingresó en la Compañía de Jesús, donde obtuvo sus votos. En 1636 estando en Cartagena dimitió de la Compañía de Jesús, pero continuó ejerciendo su sacerdocio en forma secular.

## Testamento
Sobre su herencia, a pesar de haber dimitido de la Compañía de Jesús, el poeta dejó como última voluntad que «Todos los libros que tengo predicables y de estudio y mis papeles mando se den al Colegio de la Compañía de Jesús de esta ciudad». Su fecha de muerte no es exacta, se puede calcular que sucedió entre el 18 de febrero de 1659, fecha en la que hace firmar su testamento y que no debieron pasar muchos días después de firmado el testamento, porque el 6 de marzo de 1659 ya se tomaba posesión de su casa por parte del convento dominico de Tunja.

## Poeta
Su poesía ocupa un sitial destacado en la producción del barroco americano. En su producción se percibe una imaginación y sensibilidad especial. Su estilo eminentemente barroco abunda en transposiciones, lenguaje rebuscado, latinismos, alusiones mitológicas, eufemismos  y  metáforas enrevesadas de un estilo barroco distintivo.
Utiliza con frecuencia dos herramientas retóricas propias del barroco, que hacen que muchas de sus expresiones sean difíciles de comprender. Por una parte usa el hipérbaton que es una inversión del orden normal de las palabras, por el otro la perífrasis que es un circunloquio para evitar llamar a las cosas por su nombre común.
Sus obras, en especial su Poema heroico de San Ignacio, tiene relaciones directas con Las soledades del poeta cordobés Luis de Góngora.

## Poemas
Entre los poemas de su autoría se cuentan:
```
1
A la pasión de Cristo
```

2 A la muerte de Adonis
3 A un salto por donde se despeña el arroyo de Chillo
4 Al agasajo con que Cartagena recibe a los que vienen de España
5 Invectiva apologética
6 Poema heroico de san Ignacio de Loyola (poema heroico, en octavas reales, consta de 9600 versos)
7 A don Martín de Saavedra y Guzmán (soneto)
8 A Guatavita (soneto satírico)
9 "noche de hojas suaves"(poema barroco)